# Oficina de Información Científica de la Universidad Carlos III de Madrid
La Oficina de Información Científica (OIC) de la Universidad Carlos III de Madrid (UC3M) nació en el año 2005 con el fin de divulgar y dar difusión a las investigaciones científicas más relevantes realizadas por el personal investigador de la Universidad. Se trata de un proyecto promovido por el Vicerrectorado de Investigación de la UC3M y vinculado a la red de Oficinas de Información Científica de la Comunidad de Madrid y a la Red de Unidades de Cultura Científica de la Fundación Española para la Ciencia y la Tecnología (FECYT) del Ministerio de Ciencia e Innovación.
Con el objetivo claro de difundir los estudios científicos, la  OIC ofrece información de utilidad sobre la actividad investigadora y científica producida en la Universidad que aborda distintas disciplinas articuladas en torno a tres centros: la Escuela Politécnica Superior, que realiza estudios de física, matemática, ingeniería y tecnología; la Facultad de Ciencias Sociales y Jurídicas, cuyo ámbito de trabajo se centra en derecho, ciencia política, economía y sociología; y la Facultad de Humanidades, Documentación y Comunicación, que realiza estudios en su ámbito disciplinar.